# Chalermpol Malakham
 (juin 2019).
Chalermpol Malakham (thaï : เฉลิมพล มาลาคำ)), né le 10 octobre 1962 à province de Surin. est un chanteur pop thaïlandais,, de musiques mor lam (Molam) et luk thung.

## Carrière
Chalermpol Malakham est chanteur depuis 1985.

## Discographie
- Tam Jai Mae Terd Nong (ตามใจแม่เถิดน้อง)
- Ror Mia Phee Pler (รอเมียพี่เผลอ)
- Ar Dia Rak Wan Khao Phan Sa (อดีตรักวันเข้าพรรษา)
- Pued Tam Nan Bak Job Loey[5](เปิดตำนานบักจอบหลอย)
- Kid Hod Pla Keng (คิดฮอดปลาเข็ง)
- Sieng Jak Phoo Yai Baan (เสียงจากผู้ใหญ่บ้าน)

## Filmographie
- 2018 - Hak Paeng